# Morgan County, Tennessee
Morgan County är ett administrativt område i delstaten Tennessee, USA, med 21 987 invånare. Den administrativa huvudorten (county seat) är Wartburg.

## Geografi
Enligt United States Census Bureau har countyt en total area på 1 353 km². 1 352 km² av den arean är land och 1 km² är vatten. 

### Angränsande countyn
- Scott County - nordost
- Anderson County - öst
- Roane County - söder
- Cumberland County - sydväst
- Fentress County - nordväst